# سلاميات القدم

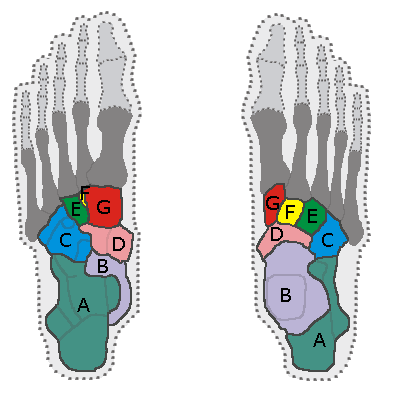
عظام الرصغ.
الرسم إلى اليمين نظرة من أعلى القدم، والرسم إلى اليسار نظرة من أسفل القدم :
A- عظم العقب (Calcaneus).
B- عظم الكاحل (Talus bone).
C- العظم النردي (Cuboid bone).
D- العظم الزورقي (Navicular bone).
E- عظم إسفيني وحشي (Lateral cuneiform bone).
F- عظم إسفيني أوسط (Intermediate cuneiform bone).
G- عظم إسفيني إنسي (Medial cuneiform bone).
- العظام المبيّنة باللون الرمادي الداكن (الغامق) هي عظام مشط القدم (Metatarsal bones).
- العظام المبيّنة باللون الرمادي الفاتح هي سُّلاَمَيات القدم (Phalanges of the foot).

سُلامَيَات القدم (بالإنجليزية: Phalanges of the foot)‏ هي أربعة عشر عظاما موجودة في أصابع القدم. أنها تتطابق، في العدد والترتيب العام، مع تلك السُّلامَيَات الموجودة في اليد، هناك سُلامَيَان في إصبع القدم الكبير، وثلاثة في كل من الأصابع الأخرى. يكمن الاختلاف عن سلاميات اليد في الحجم، وجسم السلامية حيث يكون أطول في اليد وخاصة الصف الأولانهم يختلفون عنهم، ولكن في حجمها، ويجري تخفيض الكثير من الهيئات في الطول، وخاصة في الصف الأول، مضغوط جانبيا.
الصف الأول: يتم ضغط على جثة كل من جانب إلى آخر، محدب أعلاه، مقعر أدناه. القاعدة هي مقعرة، ويعرض رئيس سطح البكرية للارتباط مع الكتيبة الثانية.
الصف الثاني: والكتائب من الصف الثاني بشكل ملحوظ صغيرة وقصيرة، ولكن أوسع بدلا من تلك من الصف الأول.
السُّلامَيَات الظفرية، شكلا تشبه أصابع، ولكنها أصغر حجما وسوت من فوق النزولي، كل يقدم قاعدة واسعة للتعبير مع العظم المقابلة من الصف الثاني، وأقصى الموسع البعيدة لدعم مسمار ونهاية أخمص قدميه.